# Митяев, Олег Григорьевич
Оле́г Григо́рьевич Митя́ев (род. 19 февраля 1956, Челябинск) — советский и российский автор-исполнитель, музыкант, певец, актёр. Член Союза писателей России. Народный артист Российской Федерации (2009). Художественный руководитель киноконцертного зала «Эльдар» (с марта 2021 года). Автор и первый исполнитель песни «Как здорово, что все мы здесь сегодня собрались» (1978).

## Биография

### Ранние годы
Олег Митяев родился в семье рабочего Челябинского трубопрокатного завода уроженца Курской губернии Григория Степановича Митяева (1927—1982) и мордовки Лидии Яковлевны (1925—2007), которая была домохозяйкой. Был вторым ребёнком в семье; старший брат — Вячеслав Григорьевич Митяев.
С 1963 года учился в школах № 59 (начальная), 55, 68 города Челябинска. В 1971 году поступил и в 1975 году окончил Челябинский монтажный техникум по специальности «монтаж электрооборудования промпредприятий». С 1975 по 1977 год служил на флоте.
В 1977 году поступил и в 1981 году окончил с отличием Челябинский институт физической культуры по специальности «тренер по плаванию» (кандидат в мастера спорта). С 1981 по 1985 год работал преподавателем в данном институте и заведующим клубом в пансионате «Сосновая горка» под Челябинском. В 1985 году приглашён на работу в Челябинскую филармонию в качестве артиста. С 1986 по 1991 год учился в ГИТИСе.

### Карьера
Песни пишет с 1978 года. Начал выступать в составе дуэта вместе с Петром Старцевым.
В 1987 году познакомился с гитаристом и аранжировщиком Константином Тарасовым, совместно с которым записал несколько пластинок и шесть CD-дисков. С 1998 года выступает и записывается с музыкантом-мультиинструменталистом Леонидом Марголиным, в 2006 году к коллективу присоединился гитарист Родион Марченко. Митяев успешно гастролировал по всей России и во многих городах Германии, Италии, Франции, Израиля, ЮАР.
Песня «Как здорово, что все мы здесь сегодня собрались», с которой Митяев стал лауреатом Ильменского фестиваля (1978), является своеобразным гимном бардовского движения. Широкую популярность получили его песни «В осеннем парке», «Француженка», «Давай с тобой поговорим», «Сестра милосердия» «Авиатор», «С добрым утром, любимая», «Крепитесь, люди! Скоро лето», «Лето — это маленькая жизнь», «Соседка» (в исполнении М. Шуфутинского) и др. Участвовал в проекте «Песни нашего века». Снялся в нескольких художественных и документальных фильмах.
Лауреат премии Фонда русской поэзии «Петрополь» (2001, за книгу «Непраздничные вещи»), национальной премии «Овация» (2001, 2008), премии «Золотой Остап» (2003), Царскосельской художественной премии (2003, совместно с Л. Марголиным; 2009, совместно с Д. Тухмановым, В. Смеховым, М. Есипенко, В. Петровским).

### Общественная деятельность
В 2000 году по инициативе Олега Митяева создан благотворительный фонд для поддержки проектов в области культуры, а в 2012 году — Ассоциация «Всё настоящее — детям».
Фонд организует следующие крупные проекты:
- Ильменский фестиваль,
- Фестиваль «Крепитесь, люди, скоро лето»
- Народная премия «Светлое прошлое»,
- Международная ассоциация «Всё настоящее — детям»,
- Детская студия Олега Митяева «Светлое будущее» (г. Челябинск),
- Молодёжная программа «Открытия».
- Детский авторский фестиваль бардовской песни «Слушай и скажи»

Фонд занимается также помощью другим культурно-социальным проектам:
- детскому городскому фестивалю авторской песни «Поющие дворы»,
- программе «Барды — детям» (концерты для воспитанников детских домов и детей-инвалидов),
- Второму фестивалю гитарной музыки имени Ивана Кузнецова,
- Первому городскому открытому фестивалю авторской песни «Челябинск — Ильмень».

Фонд финансирует, софинансирует и оказывает помощь в организации издания аудио-, видеозаписей и книг различных авторов и исполнителей (Анатолий Киреев, ансамбль «Ариэль», Лев Рахлис и др.). Фонд участвовал в Национальной общественной премии в области авторской песни «Благодарность» г. Москва (совместно с Фондом Юрия Визбора и Московским городским центром авторской песни).

### Личная жизнь
Был трижды женат. Третья жена — Марина Есипенко (род. 1965), народная артистка России, актриса театра имени Е. Вахтангова. Общая дочь — Дарья (род. 2000).
Дети от предыдущих браков: Сергей (род. 1980), Филипп (род. 1984; сменил фамилию на Август) — лидер группы СтимфониЯ, Савва (род. 1998).

## Работы

### Наиболее известные песни
| Год написания | Название                      | 1-я строка                                  | Примечания                                                                                      |
| 1978          | Как здорово                   | Изгиб гитары жёлтой ты обнимешь нежно…      | Первая и наиболее известная песня автора                                                        |
| 1982          | В осеннем парке               | В осеннем парке городском…                  | —                                                                                               |
| 1983          | Фрагмент                      | Тронется, ещё чуть-чуть — и поезд тронется… | —                                                                                               |
| 1986          | За Полярным кругом            | За Полярным кругом снег — белый-белый…      | —                                                                                               |
| 1986          | Мой отец                      | Мой отец алкоголиком не был…                | —                                                                                               |
| 1987          | Давай с тобой поговорим       | Давай с тобой поговорим…                    | —                                                                                               |
| 1987          | Соседка                       | Снова гость к моей соседке…                 | Также известна в исполнении Михаила Шуфутинского. В 1993 году Тиграном Кеосаяном был снят клип. |
| 1990          | Француженка                   | Неровность вычурная крыш…                   | —                                                                                               |
| 1995          | Лето — это маленькая жизнь    | Посмотри, в каком красивом доме ты живёшь…  | —                                                                                               |
| 1997          | Крепитесь, люди — скоро лето! | Я уже заскучал по столице…                  | —                                                                                               |
| 2000          | Жизнь замечательных людей     | Жизнь замечательных людей…                  | —                                                                                               |
| 2006          | Пройдёт зима                  | Когда всю ночь спокойно и бесшумно…         | —                                                                                               |

Давай с тобой поговорим. Мелодия, 1989 г.
Музыка, слова, гитара и пение Олег Митяев. Аранжировка, гитара Константин Тарасов. Звукорежиссер – А. Синяев. Редакторы В. Заветный, Е. Ким. Художник В. Панкевич. Фото Л. Мелихова
- 01. Давай с тобой поговорим
- 02. В тёмной комнате
- 03. Соседка
- 04. Самая любимая песня
- 05. Кандалакша
- 06. За полярным кругом
- 07. Провинциальная история
- 08. Солнечное затмение
- 09. В осеннем парке
- 10. Кино
- 11. Мой отец
- 12. Сон
- 13. Живут такие люди

Все начиналось с буквы "Л"...
Песни Юрия Визбора исполняет Олег Митяев. "Мелодия". Запись 1990 г.
- 01. А будет это так
- 02. Чукотка
- 03. Мне твердят...
- 04. Ты у меня одна
- 05. Речной трамвай
- 06. Сон под пятницу
- 07. Ах, какая пропажа
- 08. Деньги
- 09. Воскресение в Москве
- 10. Воспоминание о пехоте
- 11. Сигарета к сигарете...
- 12. Леди
- 13. Одинокий гитарист

Песни
"Мелодия". 1990 г.
Давай с тобой поговорим
Олег Митяев - вокал, гитара. Константин Тарасов - гитара. Студия ДК МЭЛЗ. Андрей Синяев - звук. 2015 г. 
- 01. Давай с тобой поговорим
- 02. В темной комнате
- 03. Соседка
- 04. Самая любимая песня
- 05. Кандалакша
- 06. За полярным кругом
- 07. Провинциальная история
- 08. Солнечное затмение
- 09. В осеннем парке
- 10. Кино
- 11. Мой отец
- 12. Сон
- 13. Живут такие люди

Митяевские песни. Часть 1. (2015)
- 01. Олег Митяев – Волга
- 02. Валерия – Волшебный дом
- 03. Uma2rman - Лето - это маленькая жизнь
- 04. Марина Есипенко - Неразделенная любовь
- 05. Ансамбль "Ариэль" - Светлое прошлое
- 06. Ирина Богушевская - Шарлевиль
- 07. "Песняры" - Ермак
- 08. Лев Лещенко - Самая любимая песня
- 09. Сергей Безруков - В осеннем парке
- 10. Александр Маршал - Дорога
- 11. Ирина Розанова - Раньше маму я не слушала
- 12. Галина Хомчик - Одинаковые сны
- 13. Тамара Гвердцители - Письмо от матери

Митяевские песни. Часть 2 (2015)
- 01. Елена Гришина – «До Нового Года» («Принцесса»)
- 02. Сергей Трофимов – «Неутешительные выводы»
- 03. Ирина Богушевская – «Ночная прогулка»
- 04. Олег Митяев, Анатолий Кролл – «Давай с тобой поговорим»
- 05. Леонсия Эрденко – «Прохожий»
- 06. Юрий Гальцев – «Экспедиция»
- 07. Марина Есипенко – «В Александровском саду»
- 08. Михаил Шуфутинский – «Соседка»
- 09. Леонсия Эрденко – «Что ж ты, осень»
- 10. Владимир Маркин – «Авиатор»
- 11. Лада Дэнс – «Француженка»
- 12. «Ариэль» – «Чужая война»
- 13. Лолита Милявская – «Праздник»

Митяевские песни. Часть 3 (2015)
- 01. Олег Митяев и Александр Маршал - Дружба
- 02. Олег Митяев - Тихая застава
- 03. Валерий Сюткин - Маршрутка
- 04. "Самоцветы" - Колыбельная
- 05. "Союз" - Царица Непала
- 06. Григорий Лепс - Сестра милосердия
- 07. Иосиф Кобзон - Как здорово!
- 08. Валерия - Сочи
- 09. Стас Пьеха - Пройдет зима
- 10. Город 312 - Весенняя Москва
- 11. Ромарио - Дружок
- 12. "Кватро" - Волга
- 13. Марина Есипенко - Белый бант
- 14. Андрей Макаревич - Крепитесь люди, скоро лето!

Митяевские песни. Часть 4 (2015)
- 01. Александр Иванов - Просыпаясь, улыбаться
- 02. Олег Митяев - Алыкель
- 03. Валерия - Стриж
- 04. Владимир Пресняков - Небесный калькулятор
- 05. Михаил Боярский - Друг мой
- 06. Хор "Светлое будущее" - Куда пойти учиться
- 07. Елена Ваенга - Намасте
- 08. Методие Бужор - Белогорие
- 09. Группа "Стимфония" - Пятый легион
- 10. Группа "Гуляй поле" - Мужик
- 11. Марина Есипенко - Романс
- 12. ВИА "СоюZ" - Уж ёлки на кострах

Светлое прошлое. 1-я часть
Музыка, текст, гитара, вокал: О. Митяев. Гитара, аранжировка: К. Тарасов. Клавишные, аранжировка: А. Прокопович. Звукорежиссер: А. Позмогов. Фотограф: В. Семенихин. 2016 г.
- 01. Фрагмент
- 02. Шарлевиль
- 03. Француженка
- 04. Я приду к тебе
- 05. Что ж ты, осень?
- 06. Дорога
- 07. Авиатор
- 08. Прохожий
- 09. Светлое прошлое

Светлое прошлое. 2-я часть
Музыка, текст, гитара, вокал: О. Митяев. Гитара, аранжировка: К. Тарасов. Клавишные, аранжировка: А. Прокопович. Звукорежиссер: А. Позмогов. Фотограф: В. Семенихин. 2016 г.
- 01. Праздник
- 02. Почтовый чиновник
- 03. Сахалин
- 04. Ну, как я уеду
- 05. Я сбежал
- 06. Абакан
- 07. Сестра милосердия
- 08. Прогноз

Давай с тобой поговорим. Часть 1
Музыка, текст, гитара, вокал: О. Митяев. Аранжировка, гитара: К. Тарасов. Звукорежиссер: А. Синяев. Фотограф: С. Васильев. 2016 г.
- 01. Давай с тобой поговорим
- 02. В темной комнате
- 03. Соседка
- 04. Самая любимая песня
- 05. Кандалакша
- 06. За полярным кругом
- 07. Провинциальная история
- 08. Солнечное затмение
- 09. В осеннем парке
- 10. Кино

Давай с тобой поговорим. Часть 2
Музыка, текст, гитара, вокал: О. Митяев. Аранжировка, гитара: К. Тарасов. Звукорежиссер: А. Синяев. Фотограф: С. Васильев. 2016 г.
- 01. Мой отец
- 02. Сон
- 03. Фрагмент
- 04. Родильный дом
- 05. Ермак
- 06. Таганай
- 07. Печали каменного пояса
- 08. Живут такие люди
- 09. Как здорово

### Дискография
(Официальные CD-издания)
Авторские диски
- 1990 — Автор и исполнитель Олег Митяев и гитарист Константин Тарасов. «Давай с тобой поговорим» // Becar records, RR-225013-2. В 2017 г. Ультра Продакшн выпустила компиляцию этого диска на двух винилах.
- 1993 — Oleg Mitjaev und Konstantin Tarasov. «Lieder und Poesie» // Krasnyj Klin Music Records, KK 019305.01 1 (из 18 песен 9 записано повторно)
- 1994 — Автор и исполнитель Олег Митяев и гитарист Константин Тарасов. «Светлое прошлое» // Becar records, BC-225008-2 (германский тираж), RR 225081-2 (считается альбомом, при этом 7 песен издаются впервые, 10 — повторно). В 2016 г. Ультра Продакшн выпустила этот диск на двух винилах
- 1996 — Олег Митяев и Константин Тарасов. «Лето — это маленькая жизнь» // Becar records, RR 225064-2
- 1998 / 2007 — Олег Митяев. «Крепитесь, люди, скоро лето!» // Familia Pablishing, FE-225101-2 / Мистерия звука, MZ 386-2
- 2002 — Олег Митяев. «Небесный калькулятор, или Жизнь замечательных людей» // Мистерия звука, MZ 092-2
- 2005 — Олег Митяев. «Как здорово, что все мы здесь сегодня собрались! Четверть века спустя» // Квадро-Диск, EXL 05-197 (перезаписанный заново с другими аранжировками альбом «Давай с тобой поговорим» с несколько иной последовательностью номеров и двумя новыми песнями)
- 2005 — Олег Митяев. «Запах снега» // Мистерия звука, MZ 304-2/9
- 2008 — Олег Митяев. «Романтики больше не будет» // Мистерия звука, MZ 441-9/B (CD MZ 441-2/9 + DVD)
- 2011 — Олег Митяев. «Позабытое чувство» // Мистерия звука, MZ 506-9/DG (CD MZ 506-2/9 + DVD)
- 2015 — Олег Митяев. «Просыпаясь, улыбаться…» (включены пять песен, ранее изданные: Просыпаясь, улыбаться… ; Друг мой; Герой Кузбасса; Территория — на сборнике «Самое-самое» и Волгари — на одноимённом корпоративном сборнике) // (Выходных данных нет)
- 2018 — Олег Митяев. «Никому не хватает любви» (включены три ранее записанные в исполнении других артистов песни /Уж ёлки на кострах, Пятый легион, Домой/ и одна — ранее издававшаяся песня в авторском исполнении /Аннушка/) // (Выходных данных нет)

Песни других авторов
- 1992 — «Теперь толкуют о деньгах» (песни Юрия Визбора). Исполняют Олег Митяев и Константин Тарасов // Becar records, RR-225014-2
- 2002 — «Ни страны, ни погоста…» // Мистерия звука, MZ 091-2 (На стихи Иосифа Бродского песни Леонида Марголина поёт Олег Митяев)
- 2009 — «Да здравствуют музы!» Литературно-музыкальное признание // Мистерия звука, MZ 442-9/DG (CD MZ 442-2/9 + DVD) (идея проекта Олега Митяева, стихи Александра Пушкина, музыка Давида Тухманова. Олег Митяев исполняет 3 песни и ещё в двух участвует среди других исполнителей)
- 2017 — «НезабываемоЁ» (сборник песен разных авторов. Выходных данных нет)

Авторские сборники, концертные записи и компиляции
- 1994 / 1996 — Oleg Mitjaev & Konstantin Tarasov. «A Letter From Africa» / Олег Митяев и Константин Тарасов. «Письмо из Африки» // JNS Musiek, JNSD 0008 / Becar records, RR-225038-2 (концертная запись: из 19 номеров 8 песен Олега Митяева, одна из которых издана на CD впервые, 7 — повторно; 11 песен — других авторов или народные)
- 1999 — Олег Митяев. Лучшие песни // Familia Pablishing, FE-225110-2 (сборник с одной новой песней)
- 2000 — Олег Митяев. Нелучшие песни // Familia Pablishing, FE-225202-2 (сборник с двумя новыми песнями)
- 2003 — Олег Митяев. Концерт в Кремле // Мистерия Звука, MZ 095/1/2-2 (2 CD)
- 2007 — Олег Митяев в гостях у Эльдара Рязанова. Живой концерт // Мистерия звука, MZ 414-2/9-1,2 (2 CD, 7 песен записаны впервые)
- 2008 — «Новая коллекция». Лучшие песни Олега Митяева // Монолит, MT 715391-857-1 (сборник)
- 2010 — Российские барды. Том 14: Олег Митяев // Moroz Records, MR 10014 CD (сборник)
- 2013 — Олег Митяев. «Волгари» (сборник с одной новой песней, выходных данных нет)
- 2014 — Олег Митяев. «Самое-самое» (2 CD, сборник с четырьмя новыми песнями, выходных данных нет)
- 2016 — «Trennung». Oleg Mityaev in Begleitung von Konstantin Tarasov (gitarre).  / Разлука. Концерт в Мюнстере (Германия), 1993 год / (сборник: из 14 номеров 2 ранее издававшиеся песни Олега Митяева, остальные — других авторов или народные. Выходных данных нет)
- 2018 — Олег Митяев. «Опять мне снится старый двор» (сборник с одной новой песней)
- 2019 — Олег Митяев. (сборник, 22 ранее издававшиеся песни)
- 2020 — Олег Митяев. «Спокойно и просто» (В сопровождении Челябинского симфонического оркестра п/у Алика Абдурахманова. Сборник с одной новой песней. Выходных данных нет)

Митяевские песни
Митяевские песни — юбилейные (2006 г. — Кремль, 2011 г. — Театр Эстрады, 2016 г. — Крокус Сити Холл) сборники песен Олега Митяева в исполнении других артистов.
- 2006 — Митяевские песни // Мистерия звука, MZ-318-2 (Разные исполнители. Сам О. Митяев исполняет две песни)
- 2006 — Митяевские песни. Часть II // Мистерия звука, MZ 342-2 (Разные исполнители. Сам О. Митяев исполняет 1 песню)
- 2011 — Митяевские песни. Часть III // Мистерия звука, MZ 497-2 (Разные исполнители. О. Митяев исполняет 1 песню сам и одну — совместно.)
- 2016 — Митяевские песни. Часть IV (Разные исполнители. О. Митяев представлен только совместным исполнением)

В 2016 году CD «Митяевские песни», I—IV части переизданы в одной коробке (отпечатаны компанией Recordsman, № 1409 — 1-4) в несколько ином оформлении. В том же году «Ультра Продакшн» выпустила «Митяевские песни, 1 — 4» на виниле с отличным от CD содержанием.

### Фильмография
Участие в фильмах
- 1987 — «Два часа с бардами» (ТВ, худ.-док., реж. А.Стефанович)
- 1988 — «Игра с неизвестным» (док., реж. П.Солдатенков)
- 1990 — «Сафари № 6» (худ., реж. А.Аболс)
- 2000 — «Салон красоты», 34 серия (сериал, реж. В.Харченко, В. Зеленский, А.Полынников)
- 2007 — «Монологи на фоне красного кирпича, или Двадцать лет спустя» (док., реж. П.Солдатенков)
- 2007 — «Карнавальная ночь 2, или 50 лет спустя» (ТВ, худ., реж. Э.Рязанов)
- 2011 — «В сетях одиночества» (док., реж. К.Смилга)
- 2016 — «Непобедимые» (ТВ, док., реж. И.Рябинина)
- 2017 — «Олег Митяев: "Живут такие люди"» (док., реж. О.Кисленко)
- 2021 — «Родные» (худ., реж. И.Аксенов)
- 2021 — Сваты 7 — камео

Песни в кино и сериалах
- 1998 — «Крутые. Смертельное шоу» /«Давай с тобой поговорим»/
- 2001 — «Курортный роман» (сериал) /«Как здорово»/
- 2004 — «Одинокое небо» (мини-сериал)
- 2006 — «Короткое дыхание» (мини-сериал)
- 2007 — «Карнавальная ночь 2, или 50 лет спустя» (ТВ, худ.)
- 2010 — «Бегство от смерти. Маргарита Володина» (д/ф) /«Француженка»/
- 2012 — «Случайные знакомые»
- 2020 — «Папик 2» (сериал) /«Заповедник»/

- 2021 — «Сваты 7» (сериал) /«Поручик»/«Дождь в саду»/«Повзрослели наши дети»/

Видеокассеты и концертные DVD
- 1992 — Как здорово, что все мы здесь… Кассета издавалась ЗАО «Фонд Сергея Фоминцева».
- 1998 — Как здорово, что все мы здесь…
- 1999 — Песни нашего века /VHS/
- 2001 — Крепитесь, люди, скоро лето! /VHS/ (Концерт в Государственном центральном концертном зале «Россия» 28 февраля 1999 г.; + Видеофильм Театр общения: Песни Олега Митяева; + 4 клипа)
- 2002 — Почему мы так долго не видимся? /VHS/ (в 2 частях)
- 2003 — Концерт в Кремле /VHS/ (Повторно включен в издание 2017 г. «Олег Митяев. Концерты разных лет»)
- 2004 — «Из ничегонеделанья». Концерт в Кремле. (Запись с концертов 28 и 29 февраля 2004 года в Государственном Кремлёвском Дворце. Дополнен видео и фото) // Мистерия, MDVD 007-0 (Повторно включен в издание 2017 г. «Олег Митяев. Концерты разных лет»)
- 2006 — Олег Митяев и Владимир Кристовский. Концерт на Ильменском фестивале 10 июня 2005 г.
- 2007 — Митяевские песни. Юбилейный концерт в Кремле. (Запись концерта 19 февраля 2006 года, посвящённого 50-летию артиста) // Мистерия звука, MZ 381-0 (Повторно включен в издание 2017 г. «Олег Митяев. Концерты разных лет»)
- 2008 — Романтики больше не будет (DVD MZ 441-0 + CD) /Семь видеоклипов/
- 2009 — Да здравствуют музы! Литературно-музыкальное признание. Мистерия звука, MZ 442-9/DG (DVD MZ 442-0 + CD) /Видеоклип «Вакхическая песня» (реж. И. Миронова) и фильм о съёмках клипа/
- 2011 — …которому за 50 (DVD) /Видеоверсия юбилейного концерта Олега Митяева с участием приглашённых гостей/ (Повторно включен в издание 2017 г. «Олег Митяев. Концерты разных лет»)
- 2011 — Песни Олега Митяева. Архивная запись 1992 г. (DVD MZ 506-0) /Издано как bonus-DVD к CD Позабытое чувство. (переписано видео, выпускавшееся на VHS-кассете Крепитесь, люди, скоро лето! как видеофильм Театр общения: Песни Олега Митяева / Режиссёр Галина Хомчик — в титрах не указана. Продюсер Сергей Фоминцев/.)
- 2012 — Почти весь Митяев. Три вечера в киноклубе «Эльдар» (на 3-х DVD)
- 2017 — Олег Митяев. Концерты разных лет (6 DVD : Концерт в Кремле, 16-17 февраля 2002; «Из ничегонеделья». ГКД, 28-29 февраля 2004; Олег Митяев — 50. ГКД,19 февраля 2006; «…которому за 50». Театр Эстрады, 28 февраля 2011; «60+. Юбилей в кругу друзей». Крокус Сити Холл, 19 февпаля 2016; Шаги к успеху : Докум. передача Алины Кабаевой от 23.11.2008 11:30:00) // выходных данных нет

## Концертная группа
- Олег Митяев — основной вокал, голос, акустическая гитара, автор
- Леонид Марголин — соло-гитара, клавишные, баян, бэк-вокал, аранжировки
- Родион Марченко — бас-гитара, соло-гитара, бэк-вокал

## Награды и признание
Государственные
- 2002 — Заслуженный артист Российской Федерации — …за заслуги в области искусства…[12]
- 2009 — Народный артист Российской Федерации — …за большие заслуги в области искусства…[2]

Премии
- Национальная премия Овация — 2001, 2008
- Царско-Сельская премия. Фонд русской поэзии — 2003, 2009
- Премия «Петрополь». Фонд русской поэзии — 2002
- Премия Телеканал «Ля-Минор» — 2003
- Премия Авторадио — 2014
- Премия Шансон года — 2002, 2006
- «Золотой Граммофон», VIII Церемония награждения народной премией — 2007 (Санкт-Петербург)
- Золотая премия — «Признание»
- Премия «Золотое перо границы»
- Благодарность от Всероссийского форума «Южный Урал. Россия без сирот» — 2014
- Премия «Золотой Остап»
- Премия имени Федора Конюхова, номинация «Слово» — 2015
- Премия имени Иосифа Бродского — 2015 (Италия)
- Российская национальная музыкальная премия «Виктория» — 2018

Общественные награды
- Орден «За вклад в культуру» (25 мая 2011)[7]
- Медаль «За веру и добро» (1 декабря 2011)[7]
- Знак отличия «За заслуги перед Челябинской областью» (18 декабря 2012) — за выдающиеся заслуги в социально-экономическом развитии Челябинской области, в развитии культуры Челябинской области[7]
- Орден "Служение искусству (23 августа 2013, Московский Фонд мира)[7]
- Орден Почёта Кузбасса (25 мая 2014)[13]
- Орден Петра Великого 1-й степени[7]
- Медаль подвижнику просвещения — почетная награда Общероссийской общественной организации — Общество «Знание»[7]
- Орден «Служение искусству» общественного движения «Добрые люди мира»[7]
- Почётное звание «Лауреат премии Кузбасса» (15 февраля 2016)[источник не указан 1589 дней]
- Медаль «За особый вклад в развитие Кузбасса» I степени[источник не указан 1593 дня]
- Медаль Феодоровской иконы Божией Матери I степени (16 апреля 2017)[14]
- Медаль Росгвардии «За содействие» (2019)[15]
- Медаль МВД[источник не указан 1593 дня]
- Почётный гражданин Челябинской области (10 февраля 2021) — за большой личный вклад в развитие культуры, выдающиеся творческие заслуги, повышение авторитета Челябинской области в Российской Федерации[16]
- Медаль «За вклад в развитие Челябинской области» (22 января 2025) — за деятельность в сфере культуры и искусства, способствующую процветанию Челябинской области, сохранение и развитие культурной идентичности региона[17]

### Комментарии
1. ↑  По другим данным с 1979 года[1].